# Gelazija
Gelazija (lat. Gelasia), biljni rod iz porodice glavočika, dio je podtribusa Scorzonerinae. Postoji 36 vrsta raširenih po dijelovima Euroazije i sjevera Afrike (Egipat, Maroko, Alžir).
Tipična vrsta je Gelasia villosa,  dugodlakava murava, koja je nekada bila uključivana u rod murava ili zmijak (lat. Scorzonera) a raste i u Hrvatskoj kao i njezina podvrsta vlasnata gelazija, G. villosa subsp. villosa .

## Vrste
1. Gelasia acantholimon (Hand.-Mazz.) Zaika, Sukhor. & N.Kilian
2. Gelasia albicans (Coss.) Zaika, Sukhor. & N.Kilian
3. Gelasia araneosa (Sm.) Zaika, Sukhor. & N.Kilian
4. Gelasia aucheriana (DC.) Zaika, Sukhor. & N.Kilian
5. Gelasia biebersteinii (Lipsch.) Zaika, Sukhor. & N.Kilian
6. Gelasia caespitosa (Pomel) Zaika, Sukhor. & N.Kilian
7. Gelasia callosa (Moris) Zaika, Sukhor. & N.Kilian
8. Gelasia cinerea (Boiss.) Zaika, Sukhor. & N.Kilian
9. Gelasia circumflexa (Krasch. & Lipsch.) Zaika, Sukhor. & N.Kilian
10. Gelasia cretica (Willd.) Zaika, Sukhor. & N.Kilian
11. Gelasia doriae (Degen & Bald.) Zaika, Sukhor. & N.Kilian
12. Gelasia dzhawakhetica (Sosn. ex Grossh.) Zaika, Sukhor. & N.Kilian
13. Gelasia ensifolia (M.Bieb.) Zaika, Sukhor. & N.Kilian
14. Gelasia eriophora (DC.) Zaika, Sukhor. & N.Kilian
15. Gelasia filifolia (Boiss.) Zaika, Sukhor. & N.Kilian
16. Gelasia hirsuta (Gouan) Zaika, Sukhor. & N.Kilian
17. Gelasia ketzkhowelii (Sosn. ex Grossh.) Zaika, Sukhor. & N.Kilian
18. Gelasia kotschyi (Boiss.) Zaika, Sukhor. & N.Kilian
19. Gelasia lanata (L.) Zaika, Sukhor. & N.Kilian
20. Gelasia latifolia (Fisch. & C.A.Mey.) Zaika, Sukhor. & N.Kilian
21. Gelasia litwinowii (Krasch. & Lipsch.) Zaika, Sukhor. & N.Kilian
22. Gelasia longiana (Sümbül) Zaika, Sukhor. & N.Kilian
23. Gelasia mackmeliana (Boiss.) Zaika, Sukhor. & N.Kilian
24. Gelasia mirabilis (Lipsch.) Zaika, Sukhor. & N.Kilian
25. Gelasia pisidica (Hub.-Mor.) Zaika, Sukhor. & N.Kilian
26. Gelasia psychrophila (Boiss. & Hausskn.) Zaika, Sukhor. & N.Kilian
27. Gelasia pygmaea (Sm.) Zaika, Sukhor. & N.Kilian
28. Gelasia ramosissima (DC.) Zaika, Sukhor. & N.Kilian
29. Gelasia rigida (Aucher ex DC.) Zaika, Sukhor. & N.Kilian
30. Gelasia sandrasica (Hartvig & Strid) Zaika, Sukhor. & N.Kilian
31. Gelasia seidlitzii (Boiss.) Zaika, Sukhor. & N.Kilian
32. Gelasia sericea (Aucher ex DC.) Zaika, Sukhor. & N.Kilian
33. Gelasia tomentosa (L.) Zaika, Sukhor. & N.Kilian
34. Gelasia tuberosa (Pall.) Zaika, Sukhor. & N.Kilian
35. Gelasia ulrichii (Parolly & N.Kilian) Zaika, Sukhor. & N.Kilian
36. Gelasia villosa (Scop.) Cass.

## Sinonimi
- Lasiospora Cass.